# Amanipodagrion gilliesi
Genre
Espèce
Statut de conservation UICN

 CR B1ab(iii)+2ab(iii); C2a(ii) : 
En danger critique
Amanipodagrion gilliesi est une espèce de libellules de la sous-famille des Argiolestinae, du genre monotypique Amanipodagrion selon le National Center for Biotechnology Information, endémique de la forêt d'Amani Sigi en Tanzanie. Elle fait partie de la liste des 100 espèces les plus menacées au monde établie par l'UICN en 2012.

## Taxonomie
L'espèce est décrite pour la première fois par Elliot Pinhey en 1962 sur la base de quatre spécimens mâles collectés en 1959 et 1962.

## Classification
Amanipodagrion gilliesi est l'espèce d'un des genres monotypiques de la famille des Megapodagrionidae, comme le sont Argiolestes sidonia du genre monotypique Argiolestes ou encore Austroargiolestes icteromelas du genre monotypique Austroargiolestes selon National Center for Biotechnology Information mais n'est pas enregistré comme un taxon valide par l'ITIS qui ne reconnait pas le genre monotypique Amanipodagrion au sein de la famille des Megapodagrionidae.

## Répartition et habitat

Carte de répartition dAmanipodagrion gilliesi dans la forêt d'Amani Sigi en Tanzanie.

### Distribution
L'espèce occupe une petite zone des pentes orientales des monts Usambara dans la forêt d'Amani Sigi en Tanzanie dont la superficie s'élève à 10 km2 pour l'habitat-type et à 100 km2 pour l'aire de répartition globale où l'espèce pourrait être observée.

### Habitat
Contrairement aux premières constatations, l'espèce ne fréquente pas les marais et l'habitat-type est constitué des abords des ruisseaux de la forêt tropicale humide entre 200 et 400 mètres d'altitude.

## Amanipodagrion gilliesiet l’humain

### Menaces
L'espèce est divisée en une population principale qui compte environ 250 individus matures et une sous-population d'environ 50 individus selon les dernières surveillances effectuées en 2002. En raison du très faible nombre de spécimens, Amanipodagrion gilliesi est considérée comme en « danger critique d'extinction » depuis 2006 par l'Union internationale pour la conservation de la nature (UICN) après qu'elle l'a classé régulièrement « en danger » depuis 1986 (1986, 1988, 1990, 1994 et 1996). Elle est placée dans la liste des 100 espèces les plus menacées dans le rapport Worthless or Priceless présenté le 11 septembre 2012 par la Commission de sauvegarde des espèces (CSE) de l'UICN et la Zoological Society of London (ZSL) au cours du congrès mondial de la nature de l’UICN qui a eu lieu en Corée à Jéju.
Les menaces qui pèsent sur la survie de l'espèce ne sont pas connues avec certitude. Toutefois, les causes envisageables sont la pollution de l'eau et la destruction de la forêt qui ont déjà entraîné l'extinction ou la très forte diminution des populations de plusieurs espèces d'insectes locales.

### Protection
Aucune mesure de protection spécifique n'a été prise. Toutefois, la forêt fait partie d'une réserve naturelle. La protection de l'espèce pourrait passer par la sensibilisation des populations locales et une meilleure études de son environnement : habitat, localisation, recensement des spécimens, etc.